# Notoaeschna sagittata
Notoaeschna sagittata är en trollsländeart som först beskrevs av Martin 1901.  Notoaeschna sagittata ingår i släktet Notoaeschna och familjen mosaiktrollsländor. Inga underarter finns listade i Catalogue of Life.